# مايان (حومة دامغان)
مایان (بالفارسية: مایان) هي مستوطنة تقع في إيران في منطقة مركزية ريفية. يقدر عدد سكانها بـ 312 نسمة بحسب إحصاء 2016.